# National Marine Sanctuary

Ein National Marine Sanctuary ist ein von den Vereinigten Staaten auf Bundesebene ausgewiesenes Gebiet in den Gewässern der USA, das die Meeresumwelt mit speziellen Erhaltungs-, Erholungs-, Ökologie-, Geschichts-, Kultur-, Archäologie-, Wissenschafts-, Bildungs- oder Esthetikfunktionen schützt. Das National Marine Sanctuary System bestand zeitweilig aus 14 Meeresschutzgebieten, die 388.498 km² umfassen. Heutzutage gibt es noch 13 nationale Meeresschutzgebiete, die vom National Marine Sanctuaries Program (NMSP), einer Abteilung der National Oceanic and Atmospheric Administration (NOAA), verwaltet werden.
Das Northwestern Hawaiian Islands National Marine National Sanctuary wurde schon 1909 als Vogelschutzgebiet gegründet, 2000 als National Marine Sanctuary umgewidmet und 2006 erheblich erweitert und als Papahānaumokuākea Marine National Monument als Schutzgebiet vom Type eines National Monuments ausgewiesen.
Das Programm begann nach der Santa-Barbara-Ölpest von 1969 an der Küste Kaliforniens, die einen Notstand in den Meeresökosystemen von nationalem Ausmaß brachte. Der Kongress der Vereinigten Staaten antwortete 1972 mit dem Marine Protection, Research und Sanctuaries Act, der die Bildung der Meeresschutzgebiete erlaubte. Die von den Schutzgebieten geschützten Ressourcen reichen von Korallenriffökosystemen in Florida, Hawaii und Samoa bis zu Schiffswracks im Huronsee und dem Wrack der Monitor.

## Liste der National Marine Sanctuaries

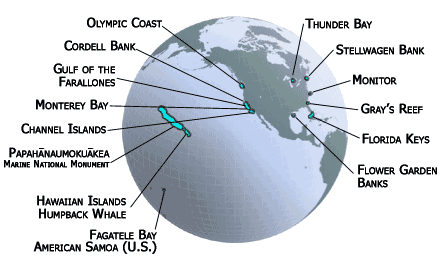
Weltansicht der NOAA Marine Sanctuaries

- Channel Islands National Marine Sanctuary (Pazifik)
- Cordell Bank National Marine Sanctuary (Pazifik)
- Florida Keys National Marine Sanctuary (Atlantik, Golfküste)
- Flower Garden National Marine Sanctuary (Golfküste)
- Gray's Reef National Marine Sanctuary (Atlantik)
- Greater Farallones National Marine Sanctuary (Pazifik, ehemaliger Name: Gulf of the Farallones NMS)
- Hawaiian Islands Humpback Whale National Marine Sanctuary (Pazifik)
- Mallows Bay National Marine Sanctuary  (Atlantik, seit 2019)[1]
- Monitor National Marine Sanctuary (Atlantik)
- Monterey Bay National Marine Sanctuary (Pazifik)
- National Marine Sanctuary of American Samoa (Pazifik, ehemaliger Name: Fagatele Bay NMS)
- Olympic Coast National Marine Sanctuary (Pazifik)
- Stellwagen Bank National Marine Sanctuary (Atlantik)
- Thunder Bay National Marine Sanctuary (Große Seen)
- Wisconsin Shipwreck Coast National Marine Sanctuary (Michigansee)